# Atagün Yalçınkaya
Atagün Yalçınkaya, född 14 december 1986 i Ankara, Turkiet, är en turkisk boxare som tog OS-silver i lätt flugviktsboxning 2004 i Aten. Han började senare att tävla som proffs i bantamvikt.